# 동대구고속버스터미널

동대구고속버스터미널 주변 지도

동대구고속버스터미널은 대구광역시 동구 신천4동 일대에 위치한 고속버스 터미널 4곳을 통틀어 불렀던 명칭이다. 이 일대를 고속버스터미널 짧게 고속터미널로도 부르며 또는 서대구고속버스터미널과 구분하기 위하여 혹은 동대구고속버스터미널이라고도 불린다.
2016년 12월 12일 동대구복합환승센터의 개장으로 폐쇄됐으며, 2019년에 대구한진과 대구동양 터미널이 철거됐다.

## 개요
대구광역시의 고속버스 터미널은 타 지역의 고속버스 터미널과 달리 1970년대에 각 운영 회사가 각각 설립한 터미널 건물이 통합되지 않고 동대구복합환승센터가 개장하기 전까지 별개로 존재했었던 것이 특징이다. 이는 1972년 5월 한진고속에서 서울 및 인천·성남 방면의 터미널을 개장한 것을 시작으로 1974년 2월 금호고속, 1976년 6월 중앙고속, 1982년 9월 동양고속의 순서로 터미널을 개장하였는데, 이후 통합되지 않았기 때문이다. 한진고속이 설립하였던 고속버스터미널은 한진고속이 동양고속에 인수된 이후에도 서울 방면은 한진그룹에서 운영하고 있으며, 터미널도 별개로 관리했다.
이 때문에 각 터미널은 고속버스 전산망 상의 정류장 코드가 다르고, 또한 각 터미널 건물마다 이용할 수 있는 노선이 모두 달랐다. 하지만 전산망에 표기된 행선지와 달리 실제 행선지 표기는 모두 공통적으로 대구를 사용하거나 또는 서대구고속버스터미널과 구분하기 위하여 동대구를 사용했다. 대구 1호선 동대구역 및 경부선 동대구역과 가까워 대구광역시에서는 동대구역과 동대구고속버스터미널 일대를 초대형 대중교통 환승 센터로 개발하여 인근의 대구동부시외버스터미널과 대구남부시외버스터미널도 통합할 계획을 수립했다.
이 계획에 의해 2014년 1월 22일 환승센터 부지에 금호고속에서 운영하는 대구금호터미널 부지도 포함되어 이 터미널에서 출발하던 노선이 다른 나머지 3곳의 터미널로 이전하였는데, 광주행은 대구중앙, 청주행 및 울산행은 대구한진, 나머지 의정부, 경주, 목포, 순천행은 대구동양터미널로 이전하였다.
동대구고속버스가 출발하고 시내 구간을 벗어나는 구간은 서울 · 춘천 · 광주 · 창원 방면의 경우 신천교, 신천대로, 침산교, 3공단, 서대구고속버스터미널, 평리네거리, 서대구 나들목 혹은 칠곡 나들목으로 진출하고, 안동 · 구미 방면의 경우 서울 방면과 같이 신천대로로 가다가 곧장 북대구 나들목으로 진출하며, 부산 · 울산 방면의 경우 동북로, 효목네거리, 화랑로, 동대구 나들목으로 진출한다. 인근에 경부선 동대구역과 도시철도 1호선 동대구역이 있어 철도 교통과 연계가 좋다.

## 대구동양고속버스터미널
대구동양고속버스터미널은 대구광역시 동구 동부로 148 (신천4동 328-2)에 위치한 동대구고속버스터미널 중 하나이다. 고속버스 전산망상의 터미널 번호는 802이다.
1982년 9월에 건립하였으며 동대구고속버스터미널 중 가장 나중에 설립된 고속버스터미널이다. 동양고속에서 관리하며 주로 영남권 지역 노선 및 대전 등의 지역으로 가는 노선이 운행하였으나 2014년 1월 22일에 대구금호고속버스터미널이 해체되면서 일부 호남권 노선도 운행하게 되었다. 터미널 건물은 높이가 4층으로 동대구고속버스터미널 건물 중 가장 높으며 동부로 도로변에 위치하고 있다. 한진고속버스터미널이 바로 옆에 위치한다. 한진고속버스터미널과 마찬가지로 도시철도나 여객열차를 이용한 후 이 터미널로 이동하려면 횡단보도를 건너가야 했다.
통합 이전까지 유일하게 대구에서 부산(노포동)까지 중간 경유지가 많은 완행 시외버스 노선이 운행되고 있었다. 이 노선은 동대구복합환승센터 개장 후에도 운행하다가 대구 - 경주(고속), 경주(고속) - 부산 완행으로 분리되었지만, 이용률 부진으로 2019년 1월에 폐지됐다.
동대구복합환승센터 통합 이후에도 건물을 임대하여 상가를 운영하고 있었으나, 2019년 12월에 부지 매각이 완료되어 철거되었다.

### 이전 운행 노선
| 운행 노선   | 운행업체                            | 운행구간 | 운행구간 | 운행구간 | 경유지                                                             | 배차 간격 (분) | 시간표                                                        |
| ----------- | ----------------------------------- | -------- | -------- | -------- | ------------------------------------------------------------------ | -------------- | ------------------------------------------------------------- |
| 대구 ↔ 경주 | 금호고속                            | 대구동양 | ↔        | 경주     | 용계                                                               | 30~40          | 첫차:06:30(대구 기준) 막차:23:00(대구 기준)                   |
| 대구 ↔ 구미 | 코리아와이드진안                    | 대구동양 | ↔        | 구미     | 구미복지, 구미공단                                                 | 30~60          | 첫차:06:40(대구 기준) 막차:20:30(대구 기준)                   |
| 대구 ↔ 대전 | 금호고속 동양고속 한일고속          | 대구동양 | ↔        | 대전     | 서대구                                                             | 40~60          | 첫차:06:00(대구 기준) 막차:20:30(대구 기준)                   |
| 대구 ↔ 진해 | 동양고속 천일고속                   | 대구동양 | ↔        | 진해     | 서대구, 내서, 마산                                                 | 50~70          | 첫차:06:30(대구 기준) 막차:23:00(대구 기준)                   |
| 대구 ↔ 목포 | 금호고속 코리아와이드경북           | 대구동양 | ↔        | 목포     | 무정차                                                             | 2회            | 09:00, 17:00                                                  |
| 대구 ↔ 부산 | 동양고속 중앙고속 천일고속 한일고속 | 대구동양 | ↔        | 부산     | 용계                                                               | 30~40          | 첫차:06:10(대구 기준) 막차:22:20(대구 기준)                   |
| 대구 ↔ 부산 | 천마고속                            | 대구동양 | ↔        | 부산     | 진량, 대창, 영천, 건천, 경주, 내남, 인보, 언양, 통도사, 석계, 양산 | 9회            | 07:30, 09:00, 10:30, 12:00, 13:30, 15:00, 16:30, 18:00, 19:40 |
| 대구 ↔ 순천 | 한일고속                            | 대구동양 | ↔        | 순천     | 서대구, 순천북부                                                   | 4회            | 07:30, 11:30, 15:30, 19:30                                    |
| 대구 ↔ 전주 | 동양고속 삼화고속                   | 대구동양 | ↔        | 전주     | 서대구                                                             | 7회            | 06:30, 08:40, 10:50, 13:00, 15:20, 17:40, 19:40               |

### 특이사항
- 경주 노선의 경우 일부 시간에 우등고속 차량이 투입되는 경우가 있다.
- 부산 완행 노선의 경우 경주를 제외하고 경부고속도로를 따라 고속도로변 완행 정류장에 정차하며, 만일 부산까지 완주할 경우 약 2시간 이상 소요된다.
- 마산 노선의 경우 중학생 및 고등학생 할인을 받을 수 있다.

## 대구한진고속버스터미널
대구한진고속버스터미널은 대구광역시 동구 동부로 138 (신천4동 328-1)에 위치한 동대구고속버스터미널 중 하나이다. 고속버스 전산망상의 터미널 번호는 801이다.
1972년 5월 한진고속에서 서울 및 인천·성남 방면 노선을 개설하면서 터미널이 처음 설립되었다. 그러다 한진고속이 동양고속에게 넘어간 이후에도 서울 방면은 한진그룹에서 운영하고 있다가, 말년에 경북고속으로 운영권을 넘겼다. 동대구고속버스터미널 중 가장 처음으로 설립되었다. 서울 및 수도권 지역으로 가는 노선이 주류를 이룬다. 그 외에 인천국제공항, 김해국제공항으로 가는 공항리무진버스 노선도 이 곳에서 이용할 수 있으며 2014년 1월 22일부터는 대구금호천일고속버스터미널이 해체되면서 청주 및 울산 노선도 운행하게 되었다.
다른 동대구고속버스터미널과 달리 동부로 도로변을 향해 승·하차장이 설치되어 있으며 이 때문에 터미널 앞이 항상 혼잡하다. 터미널 건물은 높이가 2층에 불과하나 동서방향으로 길게 늘어난 모양이다. 뒤편에는 중앙고속버스터미널이 위치하고 있다. 이 곳에서 출발하는 고속버스 노선 중 중간경유지로 구미를 경유하는 노선이 많다.
현재 동대구복합환승센터의 고속터미널 코드는 대구한진의 801번을 따르고 있다.

### 운행 노선
| 운행 노선           | 운행업체                                              | 운행구간 | 운행구간 | 운행구간     | 경유지                          | 배차 간격 (분) | 시간표                                          |
| ------------------- | ----------------------------------------------------- | -------- | -------- | ------------ | ------------------------------- | -------------- | ----------------------------------------------- |
| 대구 ↔ 서울경부     | 금호고속 동양고속 삼화고속 중앙고속 천일고속 한일고속 | 대구한진 | ↔        | 서울경부     | 서대구, 선산휴게소              | 20~30          | 첫차:06:00(대구 기준) 막차:01:30(대구 기준)     |
| 대구 ↔ 고양         | 코리아와이드경북                                      | 대구한진 | ↔        | 고양(백석)   | 무정차                          | 4회            | 07:30, 10:00, 13:30, 16:00                      |
| 대구 ↔ 부천         | 코리아와이드경북                                      | 대구한진 | ↔        | 부천         | 무정차                          | 4회            | 07:00, 10:20, 13:10, 17:30                      |
| 대구 ↔ 김해국제공항 | 코리아와이드경북                                      | 대구한진 | ↔        | 김해국제공항 | 무정차                          | 10~60          | 첫차:06:00(대구 기준) 막차:19:40(대구 기준)     |
| 대구 ↔ 동서울       | 금호고속 동양고속 삼화고속 천일고속 한일고속 중앙고속 | 대구한진 | ↔        | 동서울       | 서대구, 선산휴게소              | 30~40          | 첫차:06:00(대구 기준) 막차:23:10(대구 기준)     |
| 대구 ↔ 성남         | 동양고속 속리산고속                                   | 대구한진 | ↔        | 성남         | 서대구, 선산휴게소              | 30~80          | 첫차:06:40(대구 기준) 막차:22:00(대구 기준)     |
| 대구 ↔ 안산         | 코리아와이드경북                                      | 대구한진 | ↔        | 안산         | 무정차                          | 6회            | 07:40, 09:40, 11:50, 14:00, 16:10, 18:20        |
| 대구 ↔ 울산         | 금호고속 천일고속                                     | 대구한진 | ↔        | 울산         | 용계, 신복                      | 30             | 첫차:06:00(대구 기준) 막차:24:30(대구 기준)     |
| 대구 ↔ 인천         | 동양고속 삼화고속                                     | 대구한진 | ↔        | 인천         | 서대구, 선산휴게소              | 60~90          | 첫차:06:20(대구 기준) 막차:22:30(대구 기준)     |
| 대구 ↔ 인천국제공항 | 코리아와이드경북                                      | 대구한진 | ↔        | 인천국제공항 | 구미                            | 30~70          | 첫차:01:00(대구 기준) 막차:15:10(대구 기준)     |
| 대구 ↔ 인천국제공항 | 코리아와이드경북                                      | 대구한진 | ↔        | 인천국제공항 | 구미, 송도환승센터              | 4회            | 07:00, 09:00, 12:40, 14:20                      |
| 대구 ↔ 인천국제공항 | 코리아와이드경북                                      | 대구한진 | ↔        | 인천국제공항 | 구미, 경북대학교 상주캠퍼스     | 4회            | 03:30, 03:40, 06:20, 06:40                      |
| 대구 ↔ 인천국제공항 | 코리아와이드경북                                      | 대구한진 | ↔        | 인천국제공항 | 구미, 김포국제공항              | 2회            | 06:00, 09:40                                    |
| 대구 ↔ 인천국제공항 | 코리아와이드대성                                      | 대구한진 | ↔        | 인천국제공항 | 김천                            | 2회            | 05:10, 24:40                                    |
| 대구 ↔ 인천국제공항 | 코리아와이드대성                                      | 대구한진 | ↔        | 인천국제공항 | 송도환승센터, 구미, 김천        | 1회            | 11:30                                           |
| 대구 ↔ 천안         | 코리아와이드경북                                      | 대구한진 | ↔        | 천안         | 구미                            | 7회            | 07:00, 09:00, 11:00, 13:00, 15:00, 17:00, 19:00 |
| 대구 ↔ 청주         | 삼화고속 속리산고속                                   | 대구한진 | ↔        | 청주         | 서대구, 선산휴게소, 청주 나들목 | 50~90          | 첫차:06:40(대구 기준) 막차:19:30(대구 기준)     |
| 대구 ↔ 평택         | 코리아와이드경북                                      | 대구한진 | ↔        | 평택시외     | 구미, 세종시                    | 3회            | 07:30, 12:20, 18:00                             |

### 특이사항
- 울산 노선의 경우 일부 시간에 우등고속 차량이 투입되는 경우가 있다.

## 대구중앙고속버스터미널
대구중앙고속버스터미널은 대구광역시 동구 동부로22길 5 (신천4동 327-1)에 위치한 동대구고속버스터미널 중 하나이다. 고속버스 전산망상의 터미널 번호는 804이다.
1976년 6월에 처음 개장하였으며 동대구고속버스터미널 중에서 3번째로 건립되었다. 다른 동대구고속버스터미널 건물과 달리 대로변에 위치하지 않아 접근성이 다소 떨어지는 편이다. 한진고속버스터미널 뒤편에 있었으며, 터미널 건물 높이는 지상 3층이다. 중앙고속에서 관리 및 운영했으며, 수도권 일부 노선과 진주를 제외한 내륙 지역으로 노선을 운행하다가 2014년 1월 22일부터는 대구금호천일고속버스터미널이 폐쇄되면서 광주 노선도 운행하기 시작하였다.
2019년에 철거됐으며, 현재는 터미널 부지 옆 자리에서 영천 시내버스인 55번과 555번이 대기하는 장소로 이용하고 있다. 본래는 신천동 경북아파트 정류장에서 중간 대기하다가, 동대구복합환승센터 개장으로 동부정류장이 폐쇄됨에 따라 신천동 경북아파트 정류장의 중간 하차가 폐지된 후 옛 대구중앙 부지 옆에서 대기하는 것으로 변경했다.

### 운행 노선
| 운행 노선   | 운행업체                          | 운행구간 | 운행구간 | 운행구간 | 경유지       | 배차 간격 (분) | 시간표                                                        |
| ----------- | --------------------------------- | -------- | -------- | -------- | ------------ | -------------- | ------------------------------------------------------------- |
| 대구 ↔ 광주 | 금호고속 중앙고속                 | 대구중앙 | ↔        | 광주     | 서대구       | 40~60          | 첫차:06:00(대구 기준) 막차:22:40(대구 기준)                   |
| 대구 ↔ 수원 | 코리아와이드경북                  | 대구중앙 | ↔        | 수원     | 무정차       | 7회            | 06:40, 08:50, 11:00, 13:10, 15:20, 17:30, 19:40               |
| 대구 ↔ 안동 | 코리아와이드경북                  | 대구중앙 | ↔        | 안동     | 무정차       | 20~25          | 첫차:06:40(대구 기준) 막차:20:50(대구 기준)                   |
| 대구 ↔ 영주 | 코리아와이드경북                  | 대구중앙 | ↔        | 영주     | 무정차       | 20~45          | 첫차:06:40(대구 기준) 막차:20:50(대구 기준)                   |
| 대구 ↔ 용인 | 코리아와이드경북                  | 대구중앙 | ↔        | 용인     | 신갈         | 9회            | 07:40, 09:10, 10:40, 12:10, 13:40, 15:10, 16:40, 18:10, 19:40 |
| 대구 ↔ 제천 | 코리아와이드경북 코리아와이드대성 | 대구중앙 | ↔        | 제천시외 | 무정차       | 60~80          | 첫차:08:00(대구 기준) 막차:20:00(대구 기준)                   |
| 대구 ↔ 진주 | 중앙고속 천일고속                 | 대구중앙 | ↔        | 진주     | 서대구, 개양 | 50~60          | 첫차:06:40(대구 기준) 막차:20:00(대구 기준)                   |
| 대구 ↔ 춘천 | 대원고속 중앙고속 한일고속        | 대구중앙 | ↔        | 춘천     | 서대구       | 9회            | 07:00, 09:00, 11:00, 12:00, 13:30, 15:00, 16:00, 17:30, 19:00 |

## 대구금호고속버스터미널
대구금호고속버스터미널은 대구광역시 동구 동부로 149 (신천4동 329-3)에 위치하였던 고속버스터미널이다. 운영 당시 고속버스 전산망상의 터미널 번호는 803이었다.
1974년 2월에 개장하였으며 금호고속에서 운영 및 관리를 하였다. 유일하게 동부로 건너편 동대구역 쪽에 위치하고 있었으며 도시철도 1호선 동대구역 4번 출구를 통하여 바로 이용가능한 위치에 있었다. 주로 금호고속에서 운영하는 고속버스 노선이 이 곳을 시·종착 지점으로 삼았으며 터미널 운영 당시에는 광주광역시, 울산광역시, 경주시, 목포시, 순천, 의정부시, 청주시로 가는 노선이 운행하였다.
그러나 대구광역시에서 동대구역과 동대구고속버스터미널 일대를 초대형 대중교통 환승센터로 개발하는 사업이 진행되면서 이 터미널 부지까지 포함되자 2014년 1월 22일부터 각 노선을 남은 3개의 터미널로 분산 이전하였다. 각 이전한 곳은 광주행은 대구중앙, 청주행 및 울산행은 대구한진, 나머지 의정부, 경주, 목포, 순천행은 대구동양터미널로 이전하였다. 이 터미널 부지에 동대구복합환승센터가 올라가게 되면서, 본 터미널은 철거되었다.

## 같이 보기
- 동대구복합환승센터